# Ken Wallace
Ken Wallace (n. 26 iulie 1983, City of Gosford⁠(d), Noul Wales de Sud, Australia) este un caiacist australian, medaliat olimpic. A participat la 3 ediții ale Jocurilor Olimpice (2008, 2012, 2016) în care a câștigat o medalie de aur și o medalie de bronz.